# مقاطعة كادو (أوكلاهوما)
مقاطعة كادو (بالإنجليزية: Caddo County)‏ هي إحدى مقاطعات ولاية أوكلاهوما في الولايات المتحدة الأمريكية.